# Zaklopača (Bośnia i Hercegowina)
Zaklopača (cyr. Заклопача) – wieś w Bośni i Hercegowinie, w Republice Serbskiej, w gminie Milići. W 2013 roku liczyła 235 mieszkańców.